# 火影忍者疾風傳 終極風暴革命
《火影忍者疾風傳 終極風暴革命》是由CyberConnect2開發、萬代南夢宮遊戲於2014年在PlayStation 3、Xbox 360與Microsoft Windows發售的對戰動作遊戲，為「火影忍者疾風傳 終極風暴」系列的第五部作品、2013年遊戲《火影忍者疾風傳 終極風暴3》的續篇。遊戲於2014年9月在PlayStation 3、Xbox 360和Microsoft Windows上發售。

## 劇情
遊戲一共有三個原創劇情。首個原創劇情「曉創生」中，揭示了新組成員的起源。在彌彥死後，宇智波帶人偽裝成鳶出現在長門和小南面前，告訴他們以十名的成員重建「曉」，並指示長門和絕招募角都，而小南招募蠍。當時，帶人親自招募了宇智波鼬，然後又招募了干柿鬼鮫。後來，大蛇丸為了加入「曉」而設法引起他們的注意。在鼬招募地達羅、角都招募飛段以及大蛇丸加入後，「曉」已經完成召集，開始執行任務以尋找並捕獲尾獸。
第二個原創劇情「兩名宇智波」中講述宇智波止水去世時的情景。止水與鼬戰鬥並由止水獲勝，隨後他們開始談論宇智波一族的政變。遊戲中補充了沒有在漫畫及電視動畫中出現的止水的須佐能乎，其設計來自作者岸本齊史。
第三個原創劇情「在願望的盡頭」中講述漩渦九品與年幼的帶人以及波風湊班的互動。

## 登場角色
※粗體為遊戲系列新加入角色、模式或服裝。
- 漩渦鳴人（尾獸玉／和服）
- 漩渦鳴人（仙法・超大玉螺旋多連丸／甲冑）
- 漩渦鳴人（風遁・螺旋手裏劍）
- 漩渦鳴人（仙人模式、木葉學園）
- 漩渦鳴人（九喇嘛連結模式）
- 春野櫻（忍界大戰／通常服／木葉學園）
- 祭（忍界大戰／通常服）
- 奈良鹿丸（忍界大戰／通常服）
- 山中井野（忍界大戰／通常服／木葉學園）
- 秋道丁次（忍界大戰／通常服）
- 李洛克（忍界大戰／通常服）
- 日向寧次（忍界大戰／通常服）
- 天天（忍界大戰／通常服）
- 犬塚牙（忍界大戰／通常服）
- 油女志乃（忍界大戰／通常服）
- 日向雛田（忍界大戰／通常服／木葉學園）
- 旗木卡卡西（雷切・迅）
- 旗木卡卡西（忍界大戰／神威／雷切雙雷震／木葉學園／暗部）
- 旗木卡卡西（少年時期）
- 大和（通常服／暗部）
- 猿飛阿斯瑪（穢土轉生／生前）
- 邁特・凱（晝虎／朝孔雀）
- 海野伊魯卡
- 猿飛木葉丸
- 初代火影・千手柱間（穢土轉生／生前）
- 綱手（通常服／第二次忍界大戰）
- 自來也（通常服／第二次忍界大戰）
- 漩渦九品
- 波風湊（上忍／火影）
- 波風湊（穢土轉生）
- 宇智波帶人（少年時期）
- 機甲鳴人 ※遊戲原創角色
- 第二代火影・千手扉間（穢土轉生／生前）
- 第三代火影・猿飛蒜山（穢土轉生／生前）
- 志村段藏（通常服／斗笠）
- 風影・我愛羅（忍界大戦）
- 風影・我愛羅（五影會談／通常服／斗笠）
- 勘九郎（忍界大戰／五影會談／通常服）
- 手鞠（忍界大戰／五影會談／通常服）
- 千代
- 雷影・艾（雷斗忍遇須吐勵力／雷我爆彈／斗笠）
- 達魯伊
- 奇拉比（鮫肌）
- 奇拉比
- 土影・兩天秤大軒（通常服／斗笠）
- 水影・照美冥（通常服／斗笠）
- 第二代水影・鬼燈幻月（穢土轉生）
- 第二代土影・無（穢土轉生）
- 第三代雷影・艾（穢土轉生）
- 第四代風影・羅砂（穢土轉生）
- 三船
- 「山椒魚」半藏（穢土轉生）
- 長門（穢土轉生）
- 桃地再不斬（穢土轉生／生前）
- 白（穢土轉生／生前／假面）
- 宇智波佐助（初期服／麒麟）
- 宇智波佐助（鷹）
- 宇智波佐助（永恆萬花筒寫輪眼／木葉學園）
- 宇智波佐助（五影會談／和服）
- 鬼燈水月
- 香燐
- 重吾
- 面具男
- 鳶（忍界大戰）
- 宇智波帶人
- 宇智波斑（穢土轉生・解）
- 宇智波斑（穢土轉生／生前）
- 宇智波鼬（十拳劍／月讀／暗部）
- 宇智波鼬（穢土轉生）
- 干柿鬼鮫
- 角都（通常服／「曉」創生）
- 飛段（通常服／「曉」創生）
- 蠍（通常服／「曉」創生）
- 地達羅（穢土轉生／生前／「曉」創生）
- 鳶
- 小南
- 培因
- 宇智波止水
- 大蛇丸（通常服／第二次忍界大戰／「曉」創生）
- 藥師兜
- 藥師兜（披風）
- 藥師兜（仙人模式）
- 君麻呂
- 二位柚木斗（穢土轉生／生前）
- 櫓（穢土轉生／生前）
- 老紫（穢土轉生／生前）
- 藩（穢土轉生／生前）
- 泡沫（穢土轉生／生前）
- 楓（穢土轉生／生前）
- 少年篇・漩渦鳴人
- 少年篇・宇智波佐助（後期服／黑裝束）
- 少年篇・春野櫻
- 少年篇・奈良鹿丸（初期服／中忍服）
- 少年篇・山中井野
- 少年篇・秋道丁次
- 少年篇・李洛克
- 少年篇・日向寧次
- 少年篇・天天
- 少年篇・犬塚牙
- 少年篇・油女志乃
- 少年篇・日向雛田
- 少年篇・「砂瀑」我愛羅
- 少年篇・勘九郎
- 少年篇・手鞠

## 評價
該遊戲在日本獲得了好評，Fami通在PlayStation 3和Xbox 360版本中均獲得了35／40分。在西方市場，該遊戲獲得了褒貶不一的評價。Metacritic在PlayStation 3版本中根據26條評論給予73／100分。

## 外部連結
- 官方网站（日語）